# 1259
1259 (MCCLIX) var ett normalår som började en onsdag i den julianska kalendern.

## Händelser

### Maj
- 29 maj – När den danske kungen Kristofer I dör efterträds han som kung av Danmark av sin son Erik Klipping.

### Okänt datum
- Henrik III av England drar sig bort från Normandie, Maine, Anjou och Poitou samt erkänner den franska överhögheten i Akvitanien.

## Födda
- Johan II av Jerusalem, kung av Jerusalem och kung av Cypern. (möjligen född omkring 1267.)

## Avlidna
- 29 maj – Kristofer I, kung av Danmark sedan 1252.